# Jan Willem Sterneberg
Jan Willem Sterneberg (Plainfield, 30 oktober 1958) is een Amerikaans acteur. 
Na zijn rol in de televisieserie Opzoek naar Yolanda kreeg hij in 1989 landelijke bekendheid door zijn rol als Wim de Beer in de dramaserie Spijkerhoek, destijds goed voor meer dan twee miljoen kijkers. Na drie seizoenen verliet hij in 1990 de serie. In 1996 maakte hij zijn comeback op de Nederlandse televisie. Hij speelde tussen september 1996 en februari 1997 de rol van Charles van Dam in de soapserie Goudkust. In 1998 had Sterneberg een gastrol in Kees & Co als nieuwslezer Chet.